# NGC 4477
NGC 4477 هي مجرة محدبة محظورة تبعد حوالي 54 مليون سنة ضوئية تقع في كوكبة الهلبة (كوكبة). اكتشفه العالم الفلكي ويليام هيرشل في 8 أبريل 1784.

## الخصائص
NGC 4477 لديه شريط واضح جدا مثل العدسة المغلفه. لديها حافة حادة إلى حد ما وتعزز قليلا بالقرب من حافة.

## صور أخرى

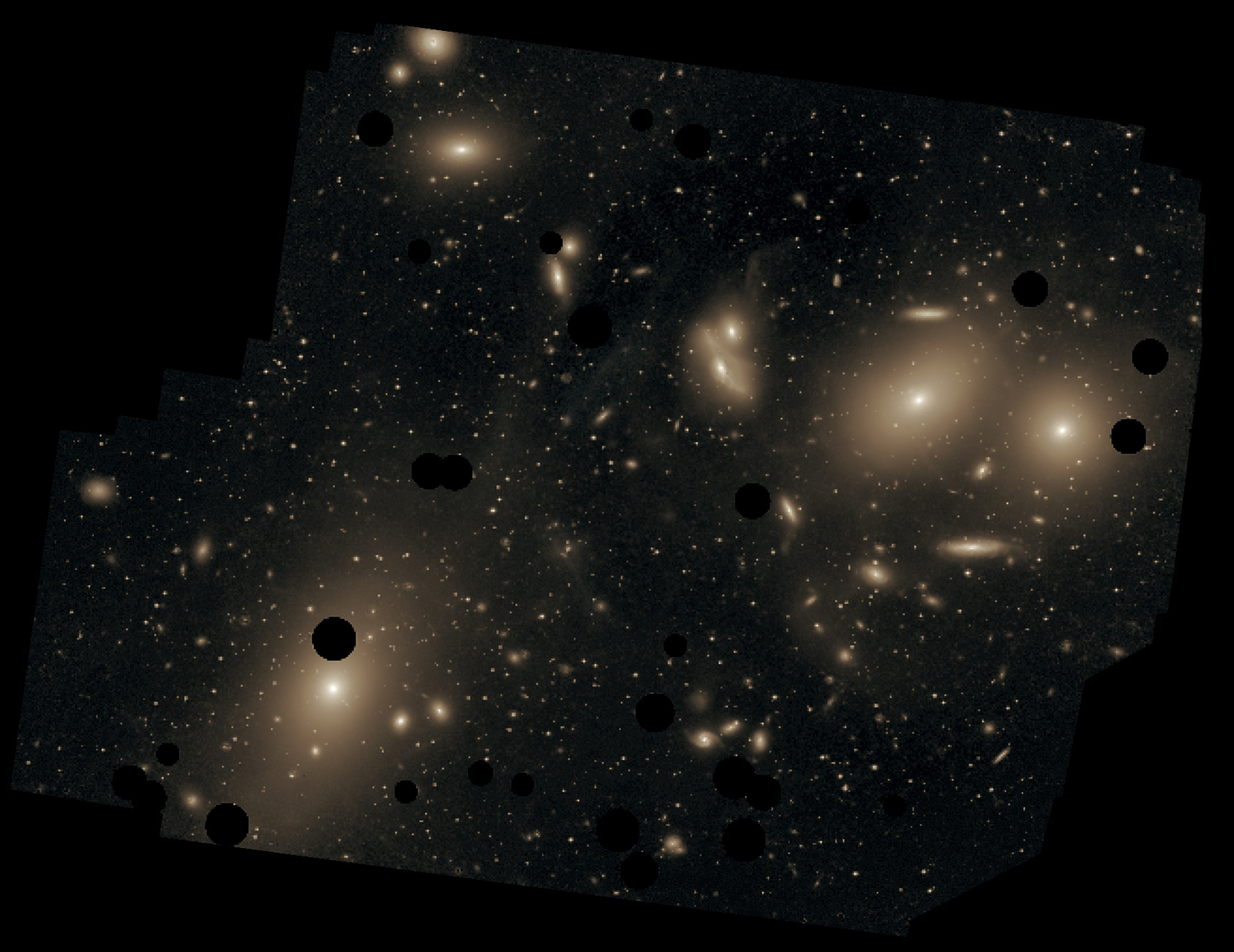
.
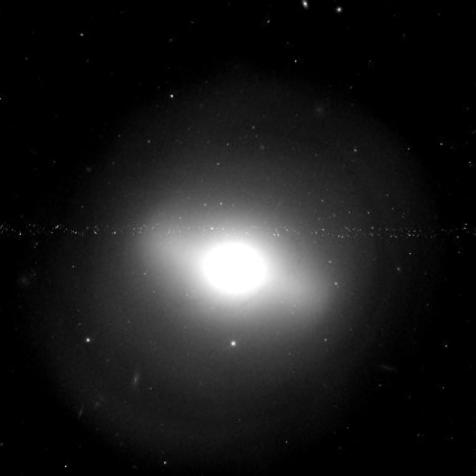

## وصلات خارجية
- NGC 4477 على موقع ويكي سكاي: DSS2, SDSS, GALEX, IRAS, Hydrogen α, X-Ray, Astrophoto, Sky Map, Articles and images